# Историјски архив Сента
Историјски архив Сента од свог оснивања врши заштиту архивске грађе на територији пет општина: Аде, Бечеја, Кањиже, Сенте и Србобрана. Oснован је Решењем Савета за просвету, науку и културу Владе НР Србије број 399. од 17. јануара 1952. године и Решењем Извршног одбора НО Сенте број 17580 од 19. јануара 1952. године.

## Историјат
Први забележен покушај чувања докумената актног облика био је у другој половини 18. века, када је Чланом 18. Привилегије Марије Терезије, издате 1751. године становницима Потиског диштрикта, општинском нотару је стављено у задатак чување докумената у сређеном стању у закључаним орманима.
У 19. веку су поред општинских, црквених и цеховских архива настале и архиве разних удружења грађана, установа, предузећа и појединаца. У томе времену су љубитељи старина и истраживачи завичајне историје, чланови породица Дудаш, Вујић и Гомбош, формирали прве архивске збирке на нашем терену. Заштита архиве зависила је од добре воље и интереса творца или власника исте.
Организовање данашње архивске службе и формирање мреже започето је већ 1944. године. Прву конкретну Одлуку о начину привременог образовања музеја, заштите споменика културе, архива и библиотеке објавио је Главни извршни одбор Народне скупштине АП Војводине 2. новембра 1946. године, а њом се предвиђа оснивање девет „културно-научних завода” у Војводини, међу њима и у Сенти, са надлежношћу на територији града Сенте, сенћанског и бечејског среза.
У зависности од друштвених промена и правног система земље у протеклим деценијама мењао се и статус и начин финансирања делатности архива, али су све те промене мало утицале на његову основну делатност.

## Фондови
У депоу Архива се чува 835 фондова подељених на: 
- Фондове државних органа, установа, организација и других институција
- Породичне и личне фондови и
- Збирке.

Укупна количина сређене у депоима архива износи 5.837 дужних метара. Најстарија грађа јесу докумената Бачко-Бодрошке жупаније из 1723. године, док је најзначајнији фонд „Магистрат Потиског крунског дистрикта” (1751-1872) чије седиште је био Бечеј. Најстарији фонд у Одсеку Бечеј је „Православна црквена општина – Бечеј”, чија је почетна година 1744.